# Vadstena (comuna)
Vadstena (em sueco: Vadstenas kommun) é uma comuna da Suécia localizada no condado de Östergötland. Sua capital é a cidade de Vadstena. Possui 192 quilômetros quadrados. Segundo o censo de 2018, havia 7 514 habitantes.